# Amor International 1998
Die Amor International 1998 im Badminton fanden vom 3. bis zum 5. April 1998 in Groningen statt. Auf der IBF-Turnierskala erreichte es die Wertung A.

## Sieger und Platzierte
| Disziplin    | Gold                                | Silber                                | Bronze                         |
| ------------ | ----------------------------------- | ------------------------------------- | ------------------------------ |
| Herreneinzel | Niels Christian Kaldau              | Ruud Kuijten                          | Tjitte Weistra                 |
| Herreneinzel | Niels Christian Kaldau              | Ruud Kuijten                          | Chris Bruil                    |
| Dameneinzel  | Judith Meulendijks                  | Svetlana Zilberman                    | Tanja Berg                     |
| Dameneinzel  | Judith Meulendijks                  | Svetlana Zilberman                    | Lonneke Janssen                |
| Herrendoppel | Joachim Fischer Nielsen Kasper Ødum | Dennis Lens Joris van Soerland        | Martin Bruun Thomas Hovgaard   |
| Herrendoppel | Joachim Fischer Nielsen Kasper Ødum | Dennis Lens Joris van Soerland        | Patrick Ejlerskov Michael Lamp |
| Damendoppel  | Lotte Jonathans Nicole van Hooren   | Britta Andersen Lene Mørk             | Nadia Lyduch Louise Olsen      |
| Damendoppel  | Lotte Jonathans Nicole van Hooren   | Britta Andersen Lene Mørk             | Tanja Berg Line Molander       |
| Mixed        | Dennis Lens Nicole van Hooren       | Norbert van Barneveld Lotte Jonathans | Ove Svejstrup Britta Andersen  |
| Mixed        | Dennis Lens Nicole van Hooren       | Norbert van Barneveld Lotte Jonathans | Michael Lamp Rikke Broen       |